# آناند–میلیند
آناند-میلیند (انگلیسی: Anand–Milind) یک موسیقی‌دان و آهنگساز اهل هند است.
وی همچنین برنده جوایزی همچون جوایز فیلم‌فیر شده است.

## فیلم‌شناسی
- ارتش
- رقص
- عشق
- مافیا
- میلان
- دل
- از قیامت به قیامت
- زهر دار
- بادیگارد
- اکنون عدالت برقرار خواهد شد